# Relación de la entrada de la religión católica en Se-Chuan
Relación de la entrada de la religión católica en Se-Chuan es un libro trata de la historia de la Iglesia católica en Sichuan, obra del misionero François-Marie-Joseph Gourdon de la Sociedad de las Misiones Extranjeras de París, publicado por primera vez en 1918 por la Imprenta de la Sagrada Familia del vicariato apostólico de Se-Chuan Oriental (Chongqing), con la aprobación del obispo Célestin Chouvellon, vicario de Se-Chuan Oriental.

## Sinopsis
Supuestamente basado en Relação das tyranias obradas por Canghien Chungo famoso ladrão da China em o anno de 1651 de Gabriel de Magalhães, el libro relata la historia de la misión católica en Sichuan a lo largo de la década de 1640, proporcionando el testimonio de primera mano de Ludovico Buglio y Gabriel de Magalhães sobre el reinado tiránico de Zhang Xianzhong y la masacre de Sichuan. Así como también el desarrollo posterior de la Iglesia en Sichuan hasta la fecha de su publicación.

## Ediciones
La primera edición contiene 76 páginas, publicada en 1918 en Chongqing por la Imprenta de la Sagrada Familia, y dirigida a los católicos en el vicariato apostólico de Se-Chuan Oriental, por lo que está limitada a sólo 2000 ejemplares. Al final de la reedición de 1981 se añadió la Crónica del señor Wuma, con un total de 139 páginas. La nueva edición está limitada a 3200 ejemplares y se publicó únicamente con fines de investigación histórica.

## El editor

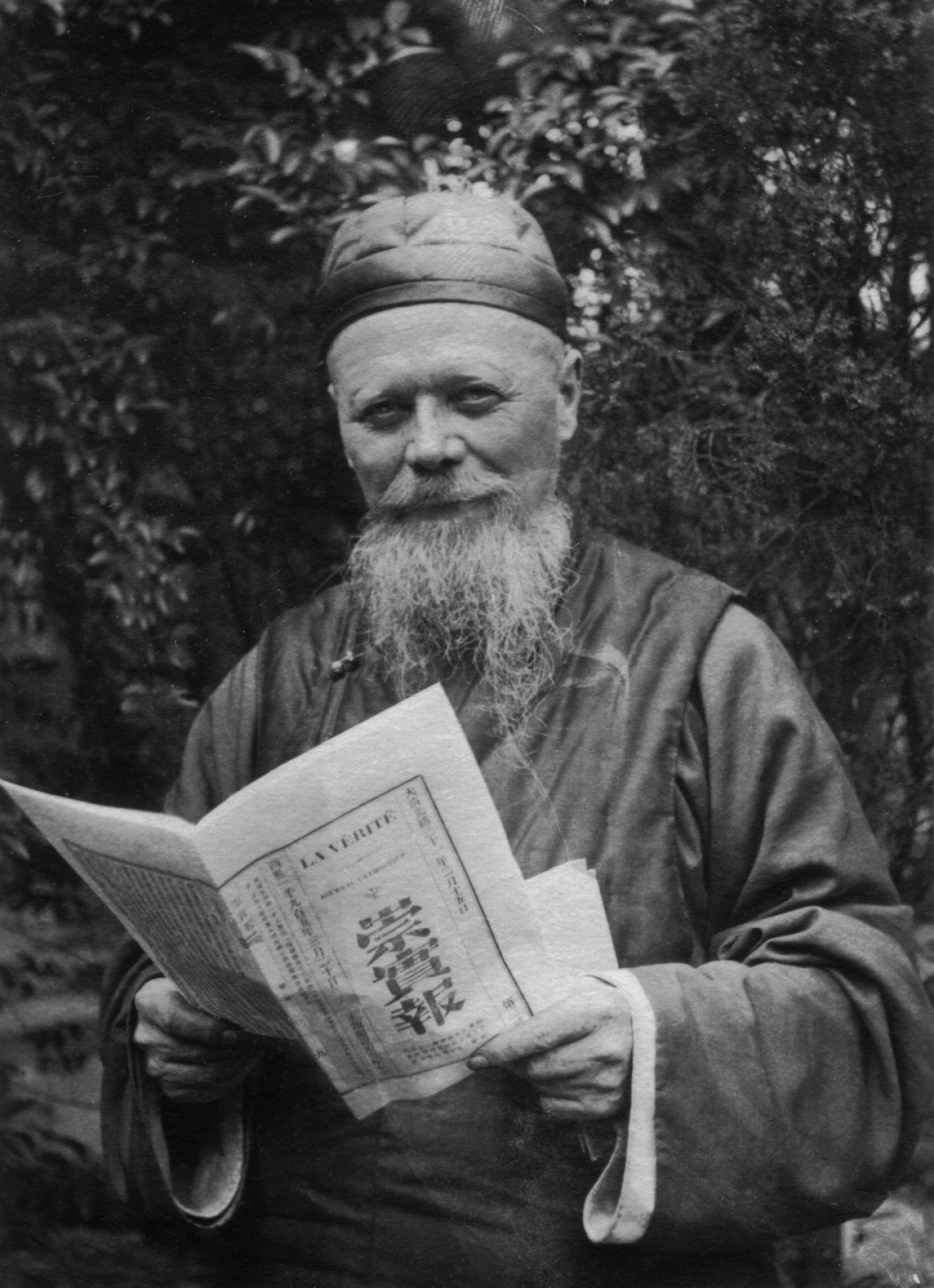
François Gourdon sosteniendo La Vérité

François-Marie-Joseph Gourdon nació en 1842. En 1866, él fue enviado al vicariato apostólico de Se-Chuan Oriental por la Sociedad de las Misiones Extranjeras de París. Murió en 1927 en Chongqing. Durante su estancia en Chongqing, Gourdon se hizo cargo de varios seminarios y asumió temporalmente el cargo de superior del seminario mayor. En 1904, cofundó con Henri Louis (1870–1950), un compañero misionero, el periódico bimestral, La Vérité, que se convirtió en semanal al año siguiente y contó con dos mil suscriptores. La Relación fue editada y anotada por Gourdon basándose en una copia manuscrita que le entregó un jesuita en Shanghái, que contiene relatos detallados de la primera misión católica en Sichuan llevada a cabo por Ludovico Buglio y Gabriel de Magalhães, y supuestamente siendo la Relação das tyranias obradas por Canghien Chungo famoso ladrão da China em o anno de 1651 escrita por este último. Además fue autor de Grammatica latina accomodata ad usum alumnorum missionis Se-tchouan orientalis (1894), Acta RR.DD. V.A. Missionis Se-tchouan Collecta (1901) y Beati Martyres provinciæ Se-tchouan in Sinis 1815–1823 (1901).

## Crítica
En NetEase, una reseña dice: «El libro proporciona valiosos materiales históricos de primera mano para el estudio del régimen Daxi de Zhang Xianzhong.» Zheng Guanglu, un escritor sichuanés de Chengdu, comentó que el libro es una de las pruebas contundentes de la masacre de Sichuan perpetrada por Zhang Xianzhong, en contraste con la falsa afirmación de algunos historiadores de que la masacre fue fabricada por la clase terrateniente feudal por odio instintivo contra la clase campesina y los levantamientos liderados por ella.